# Katelyn Tarver
Katelyn Tarver (ur. 2 listopada 1989 w Glennville) – amerykańska piosenkarka, autorka tekstów piosenek, modelka oraz aktorka.
Znana głównie z roli Jo Taylor z serialu młodzieżowego Nickelodeon Big Time Rush oraz Natalie z serialu Zwykła/niezwykła rodzinka.

## Filmografia
| Telewizja/Film | Telewizja/Film            | Telewizja/Film   | Telewizja/Film |
| Rok            | Tytuł                     | Rola             | Uwagi          |
| -------------- | ------------------------- | ---------------- | -------------- |
| 2003           | American Juniors          | ona sama         |                |
| 2010-2013      | Big Time Rush             | Jo Taylor        |                |
| 2010-2011      | Zwykła/niezwykła rodzinka | Natalie Poston   |                |
| 2014           | Dead on Campus            | Natalie Kellison |                |
| 2017           | Famous in Love            | Rachael          |                |